# Fritz Zimmermann (Jurist)
Fritz Zimmermann (* 20. August 1905 in Wien; † 14. August 1993 ebenda; auch Friedrich Zimmermann) war ein österreichischer Jurist und Historiker. Er war Landespressereferent des Burgenlands.

## Leben
Fritz Zimmermann leitete von 1945 bis 1965 die Pressestelle des Amtes der Burgenländischen Landesregierung. Von ihrem Gründungsjahr 1949 bis 1972 war er Chefredakteur der Zeitschrift Burgenländisches Leben, die bis 1987 vom Österreichischen Burgenlandbund herausgegeben wurde. In der Publikation setzte sich Zimmermann immer wieder für die deutschsprachige Bevölkerung Ungarns („Ostburgenländer“) ein und prangerte in diesem Zusammenhang in Ungarn herrschende Missstände an. Proteste aus Budapest führten letztlich dazu, dass Fritz Zimmermann von Landeshauptmann Hans Bögl zum Rücktritt aus der Funktion des Landespressereferenten veranlasst wurde.
Zimmermann wurde am Wiener Zentralfriedhof bestattet.

## Schriften
- Die vormadjarische Besiedlung des burgenländischen Raumes. Burgenländische Forschungen, Band 27. Burgenländisches Landesarchiv, Eisenstadt 1954.[6]
- Historisch-ethnographische Analyse der deutschen Besiedlungsgebiete Westungarns. Ethnos, Band 13. Braumüller, Wien 1974, ISBN 3-7003-0082-4.
- mit Rainer Rudolf und Eduard Ulreich: Preßburger Land und Leute. Die deutsche Besiedlung des Preßburgerlandes. Namhafte Persönlichkeiten des Preßburgerlandes. Verlag der Karpatendeutschen Landsmannschaft in Österreich, Wien 1976.[7]
- mit Rainer Rudolf und Eduard Ulreich: Hauerland, Bergstädterland: Deutsche Heimat in der Mittelslowakei. Karpatendeutsche Landsmannschaft in Österreich, Wien 1979.
- Zwei Jahrtausende Volk und Staat zwischen Alpen und Plattensee. Braumüller, Wien 1982, ISBN 978-3-7003-0334-3.
- mit Rainer Rudolf und Eduard Ulreich: Zipser Land und Leute. Deutsche Siedlungsgeschichte unter der hohen Tatra. Karpatendeutsche Landsmannschaft in Österreich, Wien 1982.[8]
- Wien und das Burgenland als Schlüsselzone der ostmitteleuropäischen Frühgeschichtsforschung. Braumüller, Wien 1986, ISBN 3-7003-0666-0.
- mit Rainer Rudolf: Historisches Verzeichnis der deutschen Ortsnamen in der Slowakei. Wien 1986.[9]